# Фрідріх Юргенсон
Фрідріх Юргенсон (нар. 8 лютого 1903, Одеса — пом. 15 жовтня 1987, Хьор, Шонен, Швеція) — шведський художник і оперний співак, а також один із перших, хто оголосив про виявлення феномену електронного голосу та зайнявся його систематичним вивченням.

## Особисте життя
З раннього віку він міг говорити російською, естонською та німецькою мовами. Його талант до мов всіляко заохочувався, що пізніше дуже допомогло йому в розшифровці магнітофонних записів, що містять слова з багатьох мов. Юргенсон був сином лікаря датського походження, який працював в Одесі, та матері-шведки. Батьки приїхали до міста з території нинішньої Естонії. Після Першої світової війни та Лютневої революції 1917 року Юргенсон вивчав живопис в Одеській художній академії та вокал, а також музику в Одеській консерваторії.
У 1925 році сім'я повернулася до Естонії, де Юргенсон спочатку продовжив навчатися живопису та співу, а потім переїхав до Берліна для продовження навчання. 1932 року Юргенсон переїхав до Палестини. Він пробув там шість років, продовжуючи навчання, і водночас розпочав досить успішну кар'єру художника та оперного співака.
У 1938 році Юргенсон покинув Палестину і вирушив до Мілана, де здобув освіту і став професійним співаком. Коли він відвідав своїх батьків 1943 року, він захворів, і волога холодна погода пошкодила його голос, тож він покинув свою професійну кар'єру співака і зосередився тільки на живописі. Він малював натуралістично, віддаючи перевагу портретам, пейзажам і натюрмортам. Через Другу світову війну він виїхав до Швеції, жив у Стокгольмі, де також одружився зі своєю дружиною Монікою і отримав шведське громадянство.
У Швеції багатомовний обдарований Юргенсон вивчав шведську, вже десяту мову. У наступні роки він малював багатих шведів та пейзажі Стокгольма. В 1949 році він зобразив розкопки в Помпеях, внаслідок чого він став єдиним художником, який отримав дозвіл малювати під куполом собору Святого Петра в Римі, отримавши завдання увічнити у живописі місто надгробків. Протягом чотирьох місяців він міг малювати картини в склепі, куди ніхто, крім нього, не мав доступу. Нарешті, він намалював чотири портрети папи Пія XII, і всі картини були вивішені у Ватикані. Відтепер йому було надано «повну свободу дій» у Помпеях, і він кілька разів повертався туди для малювання.
У 1957 році Юргенсон купив магнітофон, щоб записувати свій спів (при цьому він сприймав дивні сферичні шуми і телепатичні повідомлення, які він приписував своїй художній чутливості). Наступного року він вирушив на свою першу велику мистецьку виставку в Помпеї, але продовжив свої телепатичні експерименти після свого повернення в Стокгольм.
|  | Я не чув ні голосу, ні звуку, ні шепіту. Це було безшумно. |

Пізніше він повідомив, що навесні 1959 року він отримав повідомлення «з центральної станції спостереження в космосі», з якої спостерігали за людством. Він спробував записати ці повідомлення на магнітну стрічку. Хоча спочатку він вірив у космічне походження голосів, пізніше він переконався, що може чути голоси померлих «з іншого боку». Через деякий час він повідомив, що один експеримент повністю змінив його життя: слухаючи записані пташині голоси, він почув на плівці голос своєї покійної матері, яка звернулася до нього на дитяче прізвисько: «Фрідель, ти мене чуєш? Це мама».
У 1964 році Юргенсон, який тепер жив у Мйольнбо, на південь від Стокгольма, дав свою першу та широко висвітлювану прес-конференцію, після чого феномен електронного голосу (ФЕГ) став всесвітньо відомим. Міжнародні дослідні товариства та вчені, які займаються паранормальними явищами, виявили велику цікавість до його досліджень, у тому числі Фрідберт Каргер з інституту фізики плазми Макса Планка в Гархінгу під Мюнхеном, Ханс Бендер з університету Альберта Людвіга Фрайбурга, американські товариства парапсихології, а також такі люди, як Костянтин Раудіве або подружня пара Клод та Еллен Торлін, які розшукали його у Швеції і теж розпочали дослідження ФЕГ.
Прослуховуючи стрічку, Юргенсон чув голоси різними мовами: шведською, німецькою, російською, англійською або італійською — усіма мовами, якими володів сам. Навесні 1960 року голос підказав йому використовувати радіоприймач. Цим методом він користувався до самої смерті. Після кількох експериментів він став використовувати частоту прийому від 1445 до 1500 кілогерц. Тому частота 1485 кГц сьогодні називається «частотою Юргенсона».
У 1965 році Юргенсон відновив живопис, але його основним заняттям залишалися магнітофонні записи. З 1967 по 1969 рік Юргенсон брав участь у розкопках Помпеї і зняв про це документальний фільм. Після прем'єри фільму «Всі бажають бачити Папу» Юргенсону було даровано лицарський титул. Водночас він знову вирушив у Помпеї.
У 1967 році було опубліковано книгу Юргенсона «Радіоконтакт із потойбічним світом». З 1970 року Юргенсон присвятив себе дослідженням у сфері запису голосів, і виступав з публічними лекціями в Америці, Англії, Швеції, Італії, Німеччині та Швейцарії. У 1975 році він залишив Нісунд, де до цього жив протягом тривалого часу, переїхавши в Хьор на півдні Швеції. Там він приймав численних відвідувачів з усього світу, газетних репортерів, радіо- і тележурналістів, учених.
З 1980 по 1986 рік Юргенсон працював над фільмом, який є оглядом його життя і роботи, особливо тієї, що була пов'язана з його дослідженнями. Цей фільм тією чи іншою мірою розглядається як його спадщина. Уперше його показали в Мюнхені в травні 1987 року.
здійснював поїздки в Італію, де вів переговори про створення науково-дослідного інституту ГЕФ. У 1978 році він дав свою третю пресконференцію і прочитав багато лекцій. Тоді він передбачив, що людство скоро зможе отримувати повідомлення по телебаченню. Його книгу «Радіоконтакт із потойбічним світом» було перекладено голландською, італійською та португальською мовами на початку 1980-х років. У 1985 році він дав свою останню прес-конференцію, яку транслювало телебачення по всій країні.
Шведський художник-інсталятор Карл Мікаель фон Гаусвольф заснував Фонд Фрідріха Юргенсона у зв'язку з виставкою у 2000 році, яка знаходиться у культурному центрі Стокгольма.

## Роботи

### Живопис
- Alt-Reval, альбом, 1942;
- Staden mellan broarna, Sanct Görans konstförlag (укр. Місто між мостами, Сант-Гьоранс констфьорлаг), 1948;
- Staden kring strömmarna, Sanct Görans konstförlag (укр. Місто навколо струмків, Сант-Гьоранс констфьорлаг), 1948.

### Книги
- Rösterna Från Rymden (укр. Голоси з космосу), Стокгольм, 1964: радіотелефонний зв'язок із померлими. Форма практичного технічного та фізичного контакту із потойбічним життям, пуб. Герман Бауер, Фрайбург-ім-Брайсгау 1967 — English: Breakthrough. Дивовижний експеримент у галузі електронного спілкування з мертвими, 1971 — Голландська: Gesprek met de doden. Розмова з мертвими, пуб. Fidessa, 1976, ISBN 9062365051 або ISBN 9789062365050 ;
- Radio och Mikrofonkontakt med de Döda (укр. Радіо- та мікрофонний контакт з мертвими), вид. Nybloms, Уппсала 1968 — німецька мова: радіотелефонний зв'язок із покійним. Практичний контакт із потойбічним світом, пуб. Goldmann, Мюнхен 1981, ISBN 3-442-11727-5 або ISBN 978-3442117277 — нові видання до 1996 р.

### Фільми
- Міст до безсмертя. Брама у вічність, відеокліп, режисер: Рольф Ольсен, Мюнхен О. Дж.;
- Помпеї — культурна реліквія, яку необхідно зберегти, документація, 1966;
- Храми в Пестумі та Місто храмів та могил, документація, 1968;
- Смерть птахів в Італії, документальний фільм, 1968;
- Чудо крові святого Дженнаро, документальний фільм, 1968;
- Рибалка з Галілеї, документація, 1969.

## Нагороди
- У 1969 році Папа Римський Павло VI посвятив Юргенсона в командори Ордену св. Григорія за його працю.

## Виставки
- 2000 року художник-інсталятор Карл Мікаель фон Гаусвольф організував комплексну ретроспективу творчості Фрідріха Юргенсона у культурному центрі Фергфабрікен на виставці «Фрідріх Юргенсон — зі студії аудіоскопічних досліджень»;
- З 22 березня по 12 квітня 2004 року Карл Мікаель фон Гаусвольф організував виставку робіт Юргенсона у Франкфурті-на-Майні, де він розмістив свій магнітофонний архів у центрі виставки;
- У 2009 році Карл Мікаель фон Гаусвольф створив звукову скульптуру «Friedrich Jürgenson 1485.0 kHz» від імені стокгольмської галереї «Ніклас Беленіус» — маленького радіо, яке постійно передає частоту 1485.0 кГц.